# Kikimora palustris
Kikimora palustris (лат.) — вид аранеоморфных пауков из семейства линифиид, выделяемый в монотипный род Kikimora. Длина тела самок составляет 2,4—2,6 мм, самцов 1,8—2,5 мм. Головогрудь желто-бурая, у самцов немного более высокая. Ноги желто-бурые. Обитает на севере Европы: в Финляндии и прилегающих районах России.